# Country-Musik 1986
Die Liste bietet eine Übersicht über das Jahr 1986 im Genre Country-Musik.

## Ereignisse
- 25. Juni: Jenifer Strait, die 13-jährige Tochter von George Strait, stirbt bei einem Autounfall. George Strait sprach nur selten über den Unfall, der ihn lange beschäftigte. Die Familie gründete kurz darauf die Jenifer Strait Memorial Foundation.[1]
- 19. Juli: Columbia Records trennt sich nach 28 Jahren von Johnny Cash[2]
- Buck Owens verlässt nach 17 Jahren die Hee Haw Show.[3]

## Top Hits des Jahres

### Jahresendcharts
Dies ist die Top 10 der Year-End-Charts, die vom Billboard-Magazin erhoben wurde.
1. Never Be You – Rosanne Cash
2. Too Much on My Heart – The Statler Brothers
3. Don’t Mind the Thorns (If You’re the Rose) – Lee Greenwood
4. Have Mercy – The Judds
5. I’ll Never Stop Loving You – Gary Morris
6. Morning Desire – Kenny Rogers
7. You Can Dream of Me – Steve Wariner
8. Whoever’s in New England – Reba McEntire
9. Until I Met You – Judy Rodman
10. On the Other Hand – Randy Travis

### Nummer-1-Hits
- 11. Januar – Morning Desire – Kenny Rogers
- 18. Januar – Bop – Dan Seals
- 25. Januar – Never Be You – Rosanne Cash
- 1. Februar – Just in Case – Forester Sisters
- 8. Februar – Hurt – Juice Newton
- 15. Februar – Making Up for Lost Time – Gary Morris, Crystal Gayle
- 22. Februar – There’s No Stopping Your Heart – Marie Osmond
- 1. März – You Can Dream of Me – Steve Wariner
- 8. März – Think About Love – Dolly Parton
- 15. März – I Could Get Used to You – Exile
- 22. März – What’s a Memory Like You (Doing in a Love Like This) – John Schneider
- 29. März – Don’t Underestimate My Love for You – Lee Greenwood
- 5. April – 100% Chance of Rain – Gary Morris
- 12. April – She and I – Alabama
- 19. April – Cajun Moon – Ricky Skaggs
- 26. April – Now and Forever (You and Me) – Anne Murray
- 3. Mai – Once in a Blue Moon – Earl Thomas Conley
- 10. Mai – Grandpa (Tell Me ’Bout the Good Old Days) – The Judds
- 17. Mai – Ain’t Misbehavin‘ – Hank Williams Jr.
- 24. Mai – Tomb of the Unknown Love – Kenny Rogers
- 31. Mai – Whoever’s in New England – Reba McEntire
- 7. Juni – Happy, Happy Birthday Baby – Ronnie Milsap
- 14. Juni – Life’s Highway – Steve Wariner
- 21. Juni – Mama’s Never Seen Those Eyes – Forester Sisters
- 28. Juni – Living in the Promiseland – Willie Nelson
- 5. Juli – Everything That Glitters (is Not Gold) – Dan Seals
- 12. Juli – Hearts Aren’t Made to Break (They’re Made to Love) – Lee Greenwood
- 19. Juli – Until I Met You – Judy Rodman
- 26. Juli – On the Other Hand – Randy Travis
- 2. August – Nobody in His Right Mind Would’ve Left Her – George Strait
- 9. August – Rockin’ With the Rhythm of the Rain – The Judds
- 16. August – You’re the Last Thing I Needed Tonight – John Schneider
- 23. August – Strong Heart – T.G. Sheppard
- 30. August – Heartbeat in the Darkness – Don Williams
- 6. September – Desperado Love – Conway Twitty
- 13. September – Little Rock – Reba McEntire
- 20. September – Got My Heart Set on You – John Conlee
- 27. September – In Love – Ronnie Milsap
- 4. Oktober – Always Have, Always Will – Janie Fricke
- 11. Oktober – Both to Each Other (Friends and Lovers) – Eddie Rabbitt, Juice Newton
- 18. Oktober – Just Another Love – Tanya Tucker
- 25. Oktober – Cry – Crystal Gayle
- 1. November – It’ll Be Me – Exile
- 8. November – Diggin’ Up Bones – Randy Travis
- 15. November – That Rock Won’t Roll – Restless Heart
- 22. November – You’re Still New to Me – Paul Davis, Marie Osmond
- 20. November – Touch Me When We’re Dancing – Alabama
- 6. Dezember – It Ain’t Cool to Be Crazy About You – George Strait
- 13. Dezember – Hell and High Water – T. Graham Brown
- 20. Dezember – Too Much is Not Enough – The Bellamy Brothers, Forester Sisters
- 27. Dezember – Mind Your Own Business – Hank Williams Jr., Reba McEntire, Tom Petty, Reverend Ike, Willie Nelson

### Weitere Hits
Die Auswahl beschränkt sich auf Songs, die in den Country-Billboard-Charts in die Top 20 gekommen sind.
| US | Single                                        | Künstler                                   |
| -- | --------------------------------------------- | ------------------------------------------ |
| 6  | 1982                                          | Randy Travis                               |
| 6  | All Tied Up                                   | Ronnie McDowell                            |
| 19 | Arlene                                        | Marty Stuart                               |
| 5  | At the Sound of the Tone                      | John Schneider                             |
| 7  | (Back to The) Heartbreak Kid                  | Restless Heart                             |
| 14 | Back When Love Was Enough                     | Mark Gray                                  |
| 12 | Bad Love                                      | Pake McEntire                              |
| 17 | Born Yesterday                                | The Everly Brothers                        |
| 10 | Burned Like a Rocket                          | Billy Joe Royal                            |
| 9  | Cheap Love                                    | Juice Newton                               |
| 3  | Come On In (You Did the Best You Could Do)    | The Oak Ridge Boys                         |
| 5  | Count On Me                                   | The Statler Brothers                       |
| 2  | Country State of Mind                         | Hank Williams, Jr.                         |
| 7  | Daddy's Hands                                 | Holly Dunn                                 |
| 13 | The Devil's on the Loose                      | Waylon Jennings                            |
| 10 | Didn't We                                     | Lee Greenwood                              |
| 6  | Doo-Wah Days                                  | Mickey Gilley                              |
| 12 | Down in Tennessee                             | John Anderson                              |
| 9  | Dreamland Express                             | John Denver                                |
| 8  | Drinkin' My Baby Goodbye                      | Charlie Daniels                            |
| 5  | Easy to Please                                | Janie Fricke                               |
| 20 | Every Night                                   | Pake McEntire                              |
| 4  | Fast Lanes and Country Roads                  | Barbara Mandrell                           |
| 2  | Feelin' the Feelin‘                           | The Bellamy Brothers                       |
| 9  | A Friend in California                        | Merle Haggard                              |
| 17 | A Girl Like Emmylou                           | Southern Pacific                           |
| 12 | Gotta Learn to Love Without You               | Michael Johnson                            |
| 7  | Guitar Town                                   | Steve Earle                                |
| 4  | Guitars, Cadillacs                            | Dwight Yoakam                              |
| 10 | Harmony                                       | John Conlee                                |
| 14 | Heart Don't Fall Now                          | Sawyer Brown                               |
| 5  | Hold On                                       | Rosanne Cash                               |
| 3  | Home Again in My Heart                        | Nitty Gritty Dirt Band                     |
| 10 | Honky Tonk Crowd                              | John Anderson                              |
| 3  | Honky Tonk Man                                | Dwight Yoakam                              |
| 5  | I Had a Beautiful Time                        | Merle Haggard                              |
| 9  | I Love You by Heart                           | Sylvia & Michael Johnson                   |
| 14 | I Miss You Already                            | Billy Joe Royal                            |
| 7  | I Tell It Like It Used to Be                  | T. Graham Brown                            |
| 3  | I Wish That I Could Hurt That Way Again       | T. Graham Brown                            |
| 10 | I've Got a New Heartache                      | Ricky Skaggs                               |
| 9  | In Over My Heart                              | T. G. Sheppard                             |
| 7  | It's Just a Matter of Time                    | Glen Campbell                              |
| 15 | Juliet                                        | The Oak Ridge Boys                         |
| 2  | Lonely Alone                                  | The Forester Sisters                       |
| 3  | Love at the Five and Dime                     | Kathy Mattea                               |
| 14 | Love Will Get You Through Times of No Money   | Girls Next Door                            |
| 4  | Love's Gonna Get You Someday                  | Ricky Skaggs                               |
| 5  | Memories to Burn                              | Gene Watson                                |
| 14 | Miami, My Amy                                 | Keith Whitley                              |
| 4  | Nights                                        | Ed Bruce                                   |
| 6  | No One Mends a Broken Heart Like You          | Barbara Mandrell                           |
| 12 | Nothing but Your Love Matters                 | Larry Gatlin & the Gatlin Brothers         |
| 10 | Oh Darlin‘                                    | The O’Kanes                                |
| 9  | Oklahoma Borderline                           | Vince Gill                                 |
| 5  | Old Flame                                     | Juice Newton                               |
| 5  | Old School                                    | John Conlee                                |
| 3  | The One I Loved Back Then (The Corvette Song) | George Jones                               |
| 3  | One Love at a Time                            | Tanya Tucker                               |
| 11 | Out Goin' Cattin‘                             | Sawyer Brown with Cat Joe Bonsall          |
| 6  | Partners, Brothers and Friends                | Nitty Gritty Dirt Band                     |
| 18 | Perfect Stranger                              | Southern Pacific                           |
| 7  | Please Be Love                                | Mark Gray                                  |
| 4  | Read My Lips                                  | Marie Osmond                               |
| 9  | Reno Bound                                    | Southern Pacific                           |
| 4  | Repetitive Regret                             | Eddie Rabbitt                              |
| 15 | Rollin' Nowhere                               | Michael Martin Murphey                     |
| 3  | Savin' My Love for You                        | Pake McEntire                              |
| 5  | Second to No One                              | Rosanne Cash                               |
| 15 | Shakin‘                                       | Sawyer Brown                               |
| 2  | She Used to Be Somebody's Baby                | Larry Gatlin & the Gatlin Brothers         |
| 7  | Since I Found You                             | Sweethearts of the Rodeo                   |
| 8  | Slow Boat to China                            | Girls Next Door                            |
| 9  | Somebody Wants Me Out of the Way              | George Jones                               |
| 3  | Sometimes a Lady                              | Eddy Raven                                 |
| 5  | Stand a Little Rain                           | Nitty Gritty Dirt Band                     |
| 12 | Stand on It                                   | Mel McDaniel                               |
| 4  | Starting Over Again                           | Steve Wariner                              |
| 14 | Super Love                                    | Exile                                      |
| 8  | Sweeter and Sweeter                           | The Statler Brothers                       |
| 9  | Ten Feet Away                                 | Keith Whitley                              |
| 9  | That's How You Know When Love's Right         | Nicolette Larson (with Steve Wariner)      |
| 17 | Tie Our Love (In a Double Knot)               | Dolly Parton                               |
| 10 | Til I Loved You                               | Restless Heart                             |
| 2  | Too Many Times                                | Earl Thomas Conley & Anita Pointer         |
| 10 | Walk the Way the Wind Blows                   | Kathy Mattea                               |
| 3  | We've Got a Good Fire Goin‘                   | Don Williams                               |
| 8  | What You'll Do When I'm Gone                  | Waylon Jennings                            |
| 17 | When It's Down to Me and You                  | Charly McClain (with Wayne Massey)         |
| 20 | When You Get to the Heart                     | Barbara Mandrell (with The Oak Ridge Boys) |
| 5  | Will the Wolf Survive                         | Waylon Jennings                            |
| 10 | Wine Colored Roses                            | George Jones                               |
| 16 | Working Class Man                             | Lacy J. Dalton                             |
| 7  | Working Without a Net                         | Waylon Jennings                            |
| 10 | You Are My Music, You Are My Song             | Charly McClain (with Wayne Massey)         |
| 9  | You Can't Stop Love                           | Schuyler, Knobloch & Overstreet            |
| 3  | You Should Have Been Gone by Now              | Eddy Raven                                 |
| 4  | You're Something Special to Me                | George Strait                              |
| 5  | Your Memory Ain't What It Used to Be          | Mickey Gilley                              |

### Deutschsprachige Singles
- Hallo Dortmund (...Stark Für „Made In Germany“) – Gunter Gabriel & Manfred Krug
- Das Lied schrieb die Erinnerung – Ralf Paulsen
- Louisiana Ladies – Truck Stop

## Alben

### Jahres-End-Charts
Dies ist die Top 10 der Year-End-Charts, die vom Billboard-Magazin erhoben wurde.
1. Rockin' With the Rhythm – The Judds
2. Greatest Hits – Earl Thomas Conley
3. Greatest Hits – Alabama
4. Something Special – George Strait
5. Guitars, Cadillacs, etc, etc – Dwight Yoakam
6. Live in London – Ricky Skaggs
7. Rhythm and Romance – Rosanne Cash
8. Whoever's in New England – Reba McEntire
9. Shakin‘ – Sawyer Brown
10. Streamline – Lee Greenwood

### Nummer-1-Alben
- 11. Januar – The Heart of the Matter – Kenny Rogers
- 18. Januar – Bop – Dan Seals
- 8. Februar – Greatest Hits Volume 2 – Hank Williams, Jr.
- 22. Februar – Streamline – Lee Greenwood
- 1. März – Rockin' With the Rhythm – The Judds
- 8. März – Won't Be Blue Anymore  – Dan Seals
- 15. März – I Have Returned – Ray Stevens
- 22. März – Greatest Hits – Earl Thomas Conley
- 29. März – Live in London – Ricky Skaggs
- 5. April – Greatest Hits – Alabama
- 19. April – A Memory Like You – John Schneider
- 26. April – Greatest Hits – Alabama
- 17. Mai – Five-O – Hank Williams Jr.
- 24. Mai – Whoever's in New England – Reba McEntire
- 31. Mai – The Promiseland – Waylon Jennings
- 14. Juni – Will the Wolf Survive – Steve Wariner
- 21. Juni – Lost in the Fifties Tonight – Ronnie Milsap
- 28. Juni – Guitars, Cadillacs, Etc., Etc. – Dwight Yoakam
- 12. Juli – #7 – George Strait
- 9. August – Storms of Life – Randy Travis
- 6. September – Montana Cafe – Hank Williams, Jr.
- 4. Oktober – Black and White – Janie Fricke
- 11. Oktober – Storms of Life – Randy Travis
- 8. November – Guitar Town – Steve Earle
- 15. November – The Touch – Alabama

### Weitere Alben
Die Auswahl beschränkt sich auf Alben, die in den Country-Billboard-Charts in die Top 20 gekommen sind.
| US | Album                                  | Artist                                                   | Record Label     |
| -- | -------------------------------------- | -------------------------------------------------------- | ---------------- |
| 16 | American Faces                         | John Conlee                                              | Columbia         |
| 15 | Class of '55                           | Carl Perkins, Jerry Lee Lewis, Roy Orbison & Johnny Cash | America/Smash    |
| 17 | Countrified                            | John Anderson                                            | Warner Bros.     |
| 7  | Four for the Show                      | The Statler Brothers                                     | Mercury/PolyGram |
| 2  | A Friend in California                 | Merle Haggard                                            | Epic             |
| 16 | From the Pages of My Mind              | Ray Charles                                              | Columbia         |
| 20 | Girls Like Me                          | Tanya Tucker                                             | Capitol          |
| 2  | Greatest Hits                          | Exile                                                    | Epic             |
| 9  | Harmony                                | John Conlee                                              | Columbia         |
| 13 | Heroes                                 | Johnny Cash & Waylon Jennings                            | Columbia         |
| 19 | I Only Wanted You                      | Marie Osmond                                             | Capitol/Curb     |
| 15 | I Tell It Like It Used to Be           | T. Graham Brown                                          | Capitol          |
| 9  | Love Will Find Its Way to You          | Lee Greenwood                                            | MCA              |
| 3  | Love's Gonna Get Ya!                   | Ricky Skaggs                                             | Epic             |
| 14 | Lyle Lovett                            | Lyle Lovett                                              | Curb/MCA         |
| 17 | Merry Christmas Strait to You          | George Strait                                            | MCA              |
| 9  | The O'Kanes                            | The O’Kanes                                              | Columbia         |
| 12 | On the Front Line                      | Dan Seals                                                | Capitol          |
| 15 | Out Among the Stars                    | Merle Haggard                                            | Epic             |
| 8  | Out Goin' Cattin‘                      | Sawyer Brown                                             | Capitol/Curb     |
| 13 | Partners                               | Larry Gatlin and the Gatlin Brothers                     | Columbia         |
| 13 | Partners                               | Willie Nelson                                            | Columbia         |
| 9  | Plain Brown Wrapper                    | Gary Morris                                              | Warner Bros.     |
| 6  | Rabbitt Trax                           | Eddie Rabbitt                                            | RCA              |
| 8  | Seasons                                | The Oak Ridge Boys                                       | MCA              |
| 2  | Something to Talk About                | Anne Murray                                              | Capitol          |
| 12 | Straight to the Heart                  | Crystal Gayle                                            | Warner Bros.     |
| 11 | Surely You Joust                       | Ray Stevens                                              | MCA              |
| 8  | Sweethearts of the Rodeo               | Sweethearts of the Rodeo                                 | Columbia         |
| 17 | Take the Long Way Home                 | John Schneider                                           | MCA              |
| 16 | They Don't Make Them Like They Used To | Kenny Rogers                                             | RCA              |
| 9  | Thirteen                               | Emmylou Harris                                           | Warner Bros.     |
| 3  | Too Many Times                         | Earl Thomas Conley                                       | RCA              |
| 10 | Twenty Years of Dirt                   | Nitty Gritty Dirt Band                                   | Warner Bros.     |
| 13 | Walk the Way the Wind Blows            | Kathy Mattea                                             | Mercury          |
| 5  | Wine Colored Roses                     | George Jones                                             | Epic             |

### Deutschsprachige Alben
- Hallo, Guten Morgen Deutschland – Tom Astor
- Hallo Mary Lou – Truck Stop (Kompilation)
- Jonny Hill singt die größten Country-Hits – Jonny Hill (Kompilation)
- Louisiana Ladies – Truck Stop
- Trucker Weihnacht – Tom Astor

## Geboren
- 2. Februar: Blaine Larsen
- 23. März: Brett Eldredge
- 1. April: Hillary Scott
- 2. April: Chris Janson
- 18. Juni: Jimmie Allen
- 28. Juni: Kellie Pickler
- 16. August: Ashton Shepherd
- 10. September: Ashley Monroe

## Gestorben
- 30. Mai: „Papa Joe“ Brown

## Neue Mitglieder der Hall of Fames

### Country Music Hall of Fame
- The Duke of Paducah
- Wesley Rose

### Canadian Country Music Hall of Fame
- „Papa Joe“ Brown

### Nashville Songwriters Hall of Fame
- Otis Blackwell
- Dolly Parton

## Bedeutende Auszeichnungen

### Grammy Awards
- Best Country Vocal Performance, Female – I Don't Know Why You Don't Want Me – Rosanne Cash
- Best Country Vocal Performance, Male – Lost In The Fifties Tonight (In The Still Of The Night) – Ronnie Milsap
- Best Country Performance By A Duo Or Group With Vocal – Why Not Me – The Judds
- Best Country Instrumental Performance (Orchestra, Group Or Soloist) – Cosmic Square Dance – Chet Atkins und Mark Knopfler
- Best Country Song – Highwayman – Autor: Jimmy L. Webb[7]

### Juno Awards
- Country Male Vocalist of the Year – Murray McLauchlan
- Country Female Vocalist of the Year – Anne Murray
- Country Group or Duo of the Year – Prairie Oyster

### Academy of Country Music Awards
- Entertainer Of The Year – Alabama
- Song Of The Year – Lost In The Fifties – Ronnie Milsap – Fredericke Darris, Michael Reid, Troy Seals
- Single Of The Year – Highwayman – Willie Nelson, Waylon Jennings, Johnny Cash, Kris Kristofferson
- Album Of The Year – Does Fort Worth Ever Cross Your Mind – George Strait
- Top Male Vocalist – George Strait
- Top Female Vocalist – Reba McEntire
- Top Vocal Duo – The Judds
- Top Vocal Group – Alabama
- Top New Male Vocalist – Randy Travis
- Top New Female Vocalist – Judy Rodman
- Video Of The Year – Who's Gonna Fill Their Shoes? – George Jones (Regisseur: Marc Ball)

### Canadian Country Music Association
- Entertainer(s) of the Year – Family Brown
- Male Artist of the Year – Terry Carisse
- Female Artist of the Year – Anita Perras
- Group of the Year – Family Brown
- SOCAN Song of the Year – Now and Forever, David Foster, Jim Vallance, Charles Randolph Goodrum (Performer: Anne Murray)
- Single of the Year – Now and Forever, Anne Murray
- Album of the Year – Feel the Fire, Family Brown
- Top Selling Album – Hymns of Gold, Carroll Baker
- Vista Rising Star Award – J. K. Gulley
- Duo of the Year – Anita Perras and Tim Taylor

### Country Music Association Awards
- Instrumental Group of the Year – Oak Ridge Boys
- Instrumentalist of the Year – Johnny Gimble
- Entertainer of the Year – Reba McEntire
- Male Vocalist of the Year – George Strait
- Female Vocalist of the Year – Reba McEntire
- Horizon Award – Randy Travis
- Vocal Group of the Year – The Judds
- Vocal Duo of the Year – Marie Osmond, Dan Seals
- Album of the Year – Lost in the Fifties Tonight – Ronnie Milsap
- Song of the Year – On The Other Hand – Paul Overstreet, Don Schlitz
- Single of the Year – Dan Seals
- Music Video of the Year – Who's Gonna Fill Their Shoes? – George Jones (Regisseur: Marc Ball)

### American Music Awards
- Favorite Country Male Artist – Willie Nelson
- Favorite Country Female Artist – Crystal Gayle
- Favorite Country Band/Duo/Group – Alabama
- Favorite Country Album – 40-Hour Week – Alabama
- Favorite Country Song – Forgiving You Was Easy – Willie Nelson
- Favorite Country Video – Highwayman – The Highwaymen
- Favorite Country Male Video Artist – Hank Williams Jr.
- Favorite Country Female Video Artist – Crystal Gaye
- Favorite Country Band/Duo/Group Video Artist – The Highwaymen